# 印度500和1000盧比紙幣廢止事件

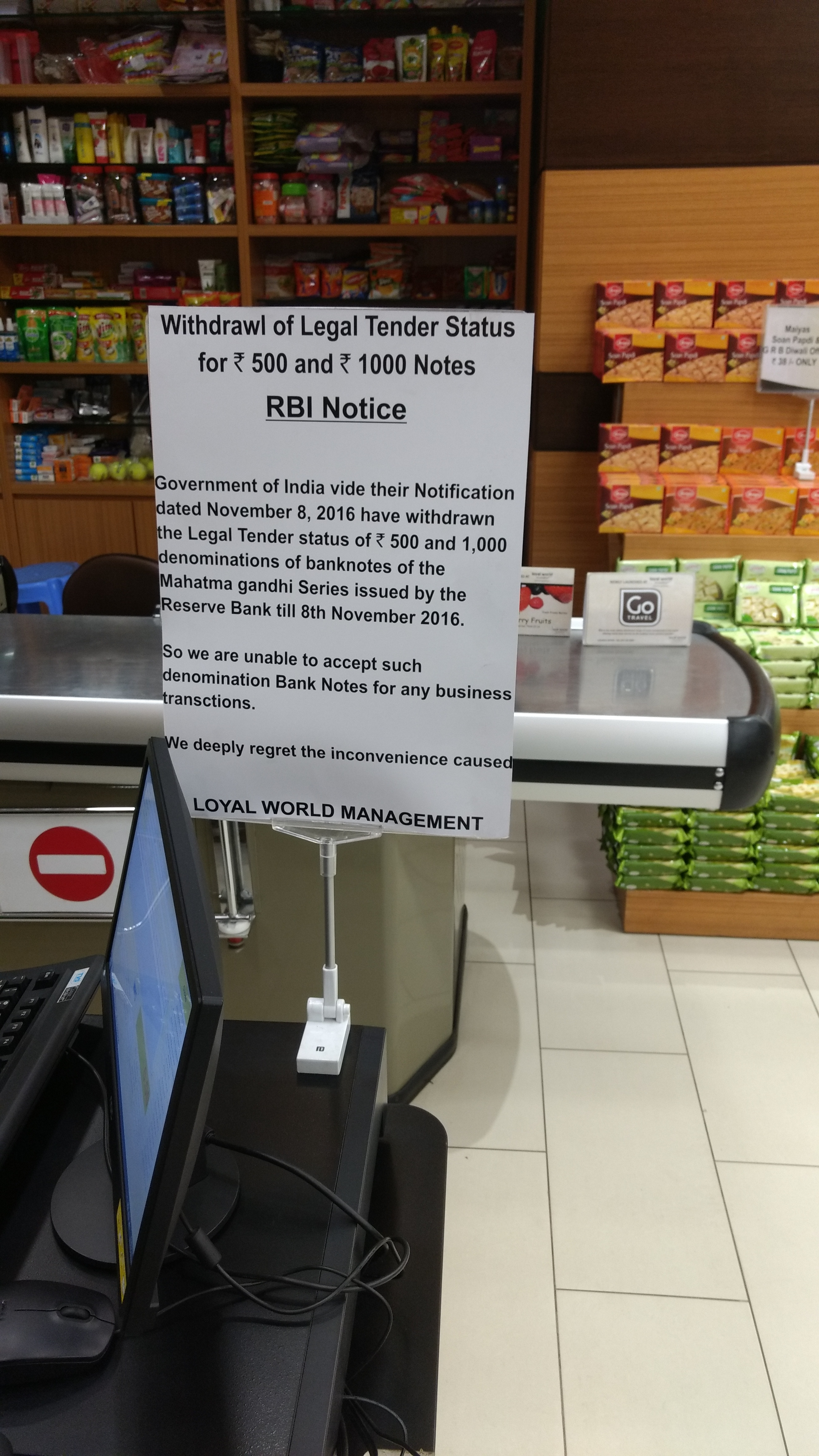
印度商店收银台的公告，提示500、1000印度卢比紙幣已经廢止

印度500和1000盧比紙幣廢止事件，即2016年印度廢鈔令，是指2016年11月8日，印度政府宣布自2016年11月9日起废止500、1000印度卢比紙幣的事件。
2016年11月8日20点15分（印度标准时间），印度总理纳伦德拉·莫迪在一场特别电视演讲中发布公告：2016年11月9日起，圣雄甘地系列中的500卢比和1000卢比紙幣于当日午夜起失效，并宣布发行新圣雄甘地系列500卢比和2000卢比的紙幣，民众可到银行以旧钞兑换新钞。
圣雄甘地系列的其余面值纸币仍可以继续使用，不受事件影响。印度政府的官方立場是，該政策主要目的是打擊國內恐怖主義資助及洗黑钱活動，亦有助舒緩貪污腐敗、販毒、走私、私藏鈔票等社會問題。

## 背景
由于一些印度民众不将大面额钞票存入银行，而是放在家里。这些钱既包括正常收入，也包括没有报税的黑金、贪污受贿和其他收入。这些人认为只要钱不存银行，税务和反腐部门就无法查账，所以莫迪此前一直呼吁民众要诚实申报收入。2016年9月，印度政府推出一项计划，规定瞒报收入逃税者如果自愿补税并接受45%税额的罚款，可免于刑事指控。然而对于这一呼吁，人们几乎没有响应。2008年发生的印度电信执照欺诈腐败案，导致印度遭受390亿美元的经济损失，这也被美国《时代杂志》列为仅次于水门事件的全球第二大滥用职权案。在2014年印度大选上，莫迪打出“反腐”和“发展经济”两大政策。在此之后，莫迪组建政府新任命的21名高官中，有7位被控犯罪；66位政府正副部长中，三分之一涉嫌刑事案件和腐败问题。有鉴于此，莫迪施行这一政策以打击贪腐。
早在1946年1月，印度就曾废止1000和10000卢比的纸币，并在1954年发行新版1000、5000和10000卢比的纸币。1978年建立的人民党 (1978年)联合政府于1978年1月16日宣布再次废止1000、5000和10000卢比纸币，以遏制假币和洗黑钱行为。
2016年10月28日，印度流通的纸币总额为17兆7700亿卢比。根据2016年3月31日印度储备银行的年度报告显示，印度流通的纸币总价值达到16兆4200亿卢比，其中近86％（约合14兆1800亿卢比）为500卢比和1000卢比紙幣，钞票总数达902.66亿张。
2012年，印度中央税务局曾建议废止大面额纸币；而在此前，印度人民党表示反对此举。

## 宣布废止
2016年11月8日20点15分（印度标准时间），印度总理纳伦德拉·莫迪在一场特别电视演讲中发布公告，称自2016年11月9日起，圣雄甘地系列中的500卢比和1000卢比紙幣于当日午夜起失效，并宣布发行新圣雄甘地系列500卢比和2000卢比的紙幣，民众可到银行以旧钞兑换新钞。
在莫迪宣布两种面值的钞票废止之后，印度储备银行行长烏爾吉特·帕特爾和印度经济事务部部长沙克蒂坎塔·達斯在记者招待会上称，2011年至2016年期间，所有面值纸币的供应量增加了40％。由于纸币容易伪造，此期间的500卢比和1000卢比钞票供应量分别增加了76％和109％，而这些伪造的纸币之后被用来资助针对印度的恐怖主义活动。 因此，印度政府决定，废止这两种面值的钞票。
帕特尔还表示，这项决定是在大约六个月前提出的，当时印度已经开始印刷新版500卢比和2000卢比的钞票，不过只有政府、安全机构和中央银行的高级官员知道这一行动。但媒体报道称，在2016年10月，印度储备银行已经在官方宣布之前，推出了2000卢比的钞票。而这个说法引发了很多争论，因为在宣布之前，印度储备银行的行长为拉古拉姆·拉詹，而新钞票则印有新任命的行长烏爾吉特·帕特尔的签名。

## 兑换

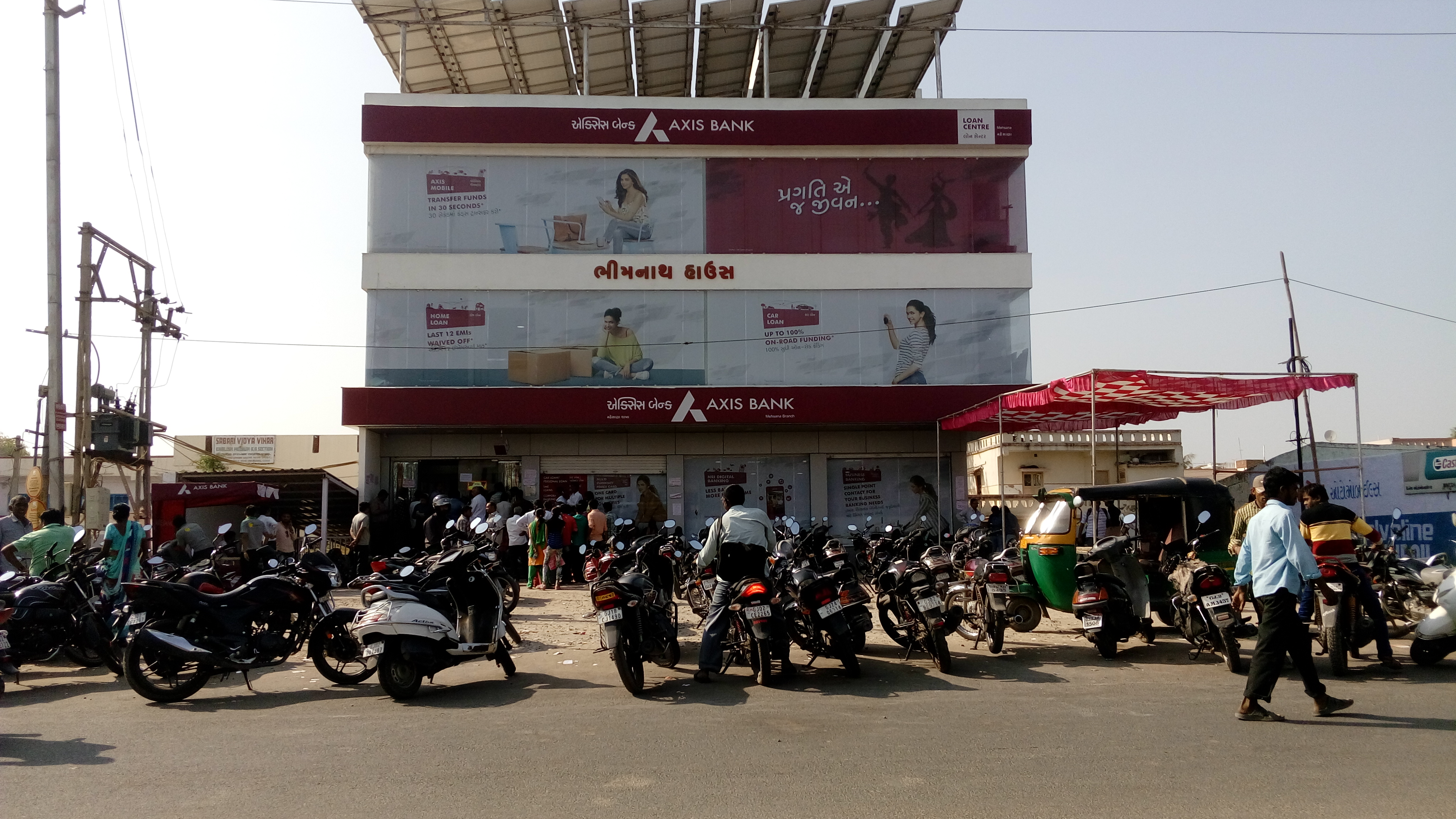
2016年11月15日，民众在古吉拉特邦的一家银行取款

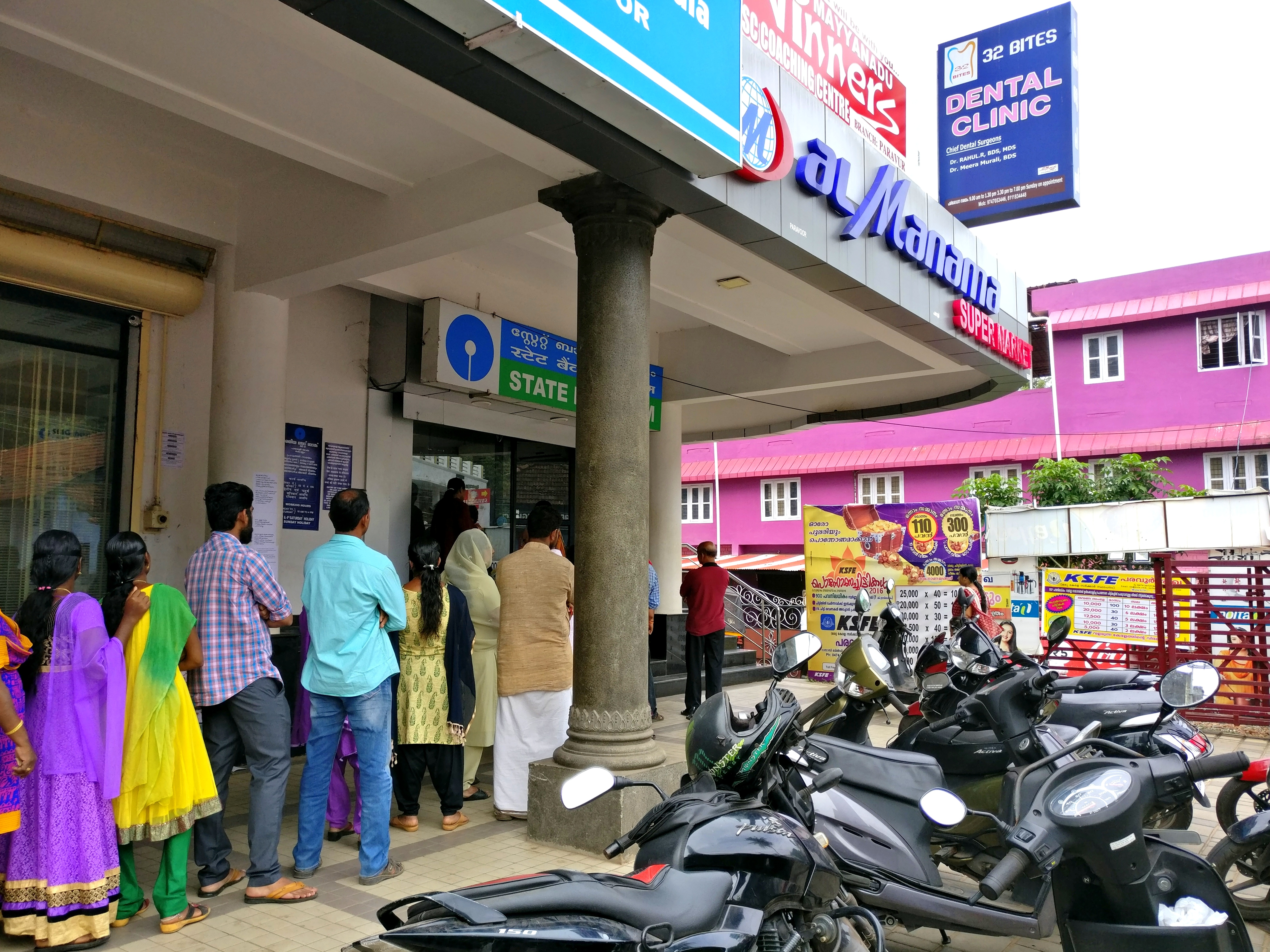
印度国家银行存款机前，取款的民众大排长龙

印度储备银行制定了一些新钞兑换的细则，其中规定，民众可以将旧钞票兑换成圣雄甘地系列500卢比和2000卢比的钞票，和圣雄甘地系列（旧版）100卢比的钞票。其他细则如下：
- 民众在2016年12月30日前，可前往印度储备银行的任何办事处或任何银行的分行，将他们持有的旧钞票存入其银行帐户[1]。
- 2016年11月10日至13日，每个银行帐户的现金取款限额为每天1万卢比及每周2万卢比[1]；从11月14日开始，限额增加到每周2.4万卢比[20][21]。
- 对于有需要立即使用现金的需求，民众在银行填写申请表以及有效的身份证件后，可以到银行分行柜台将旧钞票兑换成新版500卢比和2000卢比的钞票，以及旧版100卢比的钞票。每人只能申请一次[1]。
  - 2016年11月8日至13日期间，每人兑换限额为4000卢比[1]。
  - 2016年11月14日至17日期间，每人兑换限额增加至4500卢比[20][21] 。
  - 2016年11月18日起，每人兑换限额降至2000卢比[22]。
  - 2016年11月25日起，政府正式宣布停止所有旧钞换新钞柜台服务。旧钞500卢比除了可在指定的地方使用至12月3日或15日以外，旧钞1000卢比只能存入银行。
- 为了重新校准，所有自动取款机于2016年11月9日关闭[1]。重新校准后，所有自动取款机只提供50卢比和100卢比的钞票，每人取款限额为每天2000卢比[23]。从11月14日起，再次重新校准后提供500卢比和2000卢比的钞票的取款机，允许每人每天取款2500卢比；而其他仅提供50卢比和100卢比的钞票的取款机，仍只允许每人每天取款2000卢比[20][21]。由于旧版500和1000卢比纸币占印度货币流通总量八成以上，而新钞供应明显不足，无法满足人们的兑换需求，因此印度储备银行宣布自11月19日起，取款上限提高至4500卢比[24]。然而截止12月1日，根据印度本地人民反应，取款上限根本不固定，一些银行上午开放允许民众取款6000卢比，到了中午改变为4000卢比，到了快下班时成了2000卢比，有的银行却每天供应1万卢比的提款。原因是因为一些银行的现钞储备供应不上需求。虽然废钞开始至今已经超越20天，但是许多地方仍是不见500面额的新钞，只有2000面额流通，所以许多店家都无法找零，致使生意惨淡。
- 然而，加油站、加气站、政府主管的医院、铁路和航空公司售票窗口、合作社、牛奶站和火葬场仍然可以使用被廢除的钞票。该政策原先至2016年11月11日结束，后来延长至11月14日，之后再次延长至11月24日结束[25][26]。對在國際機場抵達或準備離境的外國游客來說，则可用外國貨幣或被廢除的舊鈔兌換不超過5000盧比的新鈔[27][28]。
- 根据2016年11月17日发布的修订细则，如果符合认识你的客户规定（即提交足够的证据），每家庭可被允许年底前举办婚礼的人，从他们的银行账户中提取不超过25万卢比的现金。新细则也适用于农民，允许每周从账户中提取不超过2.5万卢比的现金[22][24][29]。

## 各方反应和态度

### 支持意见
该计划发布后，一些印度的银行家均表示支持。印度国家银行董事长阿鲁德哈提·布哈塔差拉、ICICI银行行长查达·科查哈和住房开发金融公司董事长迪帕克·帕勒克表示，此举将有助于遏制洗黑钱的行为。马辛德拉集团董事长阿纳德·马辛德拉、JSW集团董事长萨基安·吉德尔、Snapdeal和FreeCharge董事长库勒尔·巴尔也支持此举，并表示它也将加快印度电子商务的发展。印孚瑟斯创始人纳拉亚纳·穆尔蒂也表态支持此举。
印度财政部部长阿伦·贾伊特利表示，大面额纸币的废止将整顿印度的整个经济体系，增加经济规模和收入基础。他也同时提到，此次废止以及即将到来的商品及服务税是“试图改变消费习惯和生活方式”。
印度国会发言人拉迪普·苏吉瓦拉对此举表示欢迎，但对随后的后果持怀疑态度。比哈尔邦首席部长尼特·库马尔也支持这一举动。此次废止计划还得到了安得拉邦首席部长纳拉·查得拉巴布·奈杜的支持。前印度首席选举专员沙哈布迪·雅各布·古拉什表示，此次废止也可能导致长期的选举改革。印度社会活动家安纳·哈扎尔称，废止是一个革命性的一步。印度总统普拉纳布·慕克吉对通过以果决行动对废钞表达欢迎。而在社交网站上，民众的反应都有所不同。一般来说废止和试图阻止洗黑钱的行动受到了赞赏，但是，一些普通人对此方式受到了批评，原因是会对日常生活造成困苦。
而各国对该计划的反应是积极的，因为这一举动可以大胆打击腐败。国际货币基金组织发表声明，支持莫迪通过废止大面额纸币的政策打击腐败。
中国媒体《环球时报》的一篇专栏文章称赞该计划是“大胆而果断地打击黑钱和腐败”，并称印度还需结构性改革以根治腐败。芬兰前首相和欧盟委员会副主席于尔基·卡泰宁对废止计划表示欢迎，强调提高透明度，以加强印度经济发展。英国广播公司南亚通讯员贾斯丁·洛拉特在他的文章中称赞了其保密性和成功的原因。英国作家蒂姆·沃斯特尔在《福布斯》杂志上发表文章，将这一计划称之为宏观经济效应。新加坡报纸《独立报》发表了一篇题为《莫迪模仿李光耀根治印度腐败》的评论。

### 反对意见
2016年11月8日，西孟加拉邦首席部长马马塔·班纳吉称，这一计划是一个“悲剧”。印度国家联盟总书记塞尼·艾哈迈德，也向马德拉斯高等法院提交了一项公共利益诉讼（PIL），以废除该决定。但印度高等法院驳回了诉讼，称它不能干预政府的货币政策。印度高等法院也曾收到过类似的公共利益诉讼，但尚未就此事作出决定，预计会在2016年12月2日听证。前世界银行首席经济学家卡西克·巴苏表示，“损害”可能比任何可能的好处大得多。
曾任贾瓦哈拉尔·尼赫鲁大学经济学教授的普拉哈特·帕特奈克称，此次废止“无情”、“反人民”。他也批评洗黑钱被假定为“现金囤积”的简单方法，对消除“黑人活动”没有影响，而且会“给普通人造成很大的困难”。
由印度国会牵头的包括13个政党的反对党，在2016年11月16日的议会冬季会议上表示，反对现任政府的大面额纸币废止问题。西孟加拉邦首席部长马马塔·班纳吉也会见了印度总统普拉纳布·慕克吉，反对这一废止计划。关于反对废止的辩论是由印度国民大会和安纳德·沙玛在2016年11月16日发起的，而马马塔·班纳吉被认为是第一个反对莫迪政府废止大面额纸币的计划。
在2016年11月17日和18日印度联邦院第二和第三天的辩论中，反对派和莫迪政府支持派在争论议题上发生冲突，使议会遭到停会。
2016年11月24日，在印度联邦院的前议会辩论中，印度前总理曼莫汉·辛格表示：“这个计划会伤害小行业和农业部门。由于这一举动，GDP可能下降约3％”，同时表示这是“历史性决策失误”。而他还质疑“我想问总理一下，有没有一些国家的人们把钱存入银行，不允许自己取钱的的例子。 ”他后来又说：“银行每天都会发出新的通知，这是不好的，因为它没有在总理办公室，财政部长和印度储备银行适当地反映。合作银行系统已被阻止处理现金”。同日，一些大面额纸币废止计划反对者也上街游行，抗议莫迪废除500及1000卢比的决议，与警察发生冲突。11月28日，印度多個城市再有民眾上街示威，继续就政府突然宣布废止大面额钞票的计划表示抗议。反对派也要求總理莫迪向國會解釋原因，又警告措施可能會引發暴動。
而尼泊尔中央银行也发布命令，禁止使用印度新版500及2000卢比面值钞票，并认定上述两种钞票是“未经授权及非法的。”

## 后续

### 兑换高峰

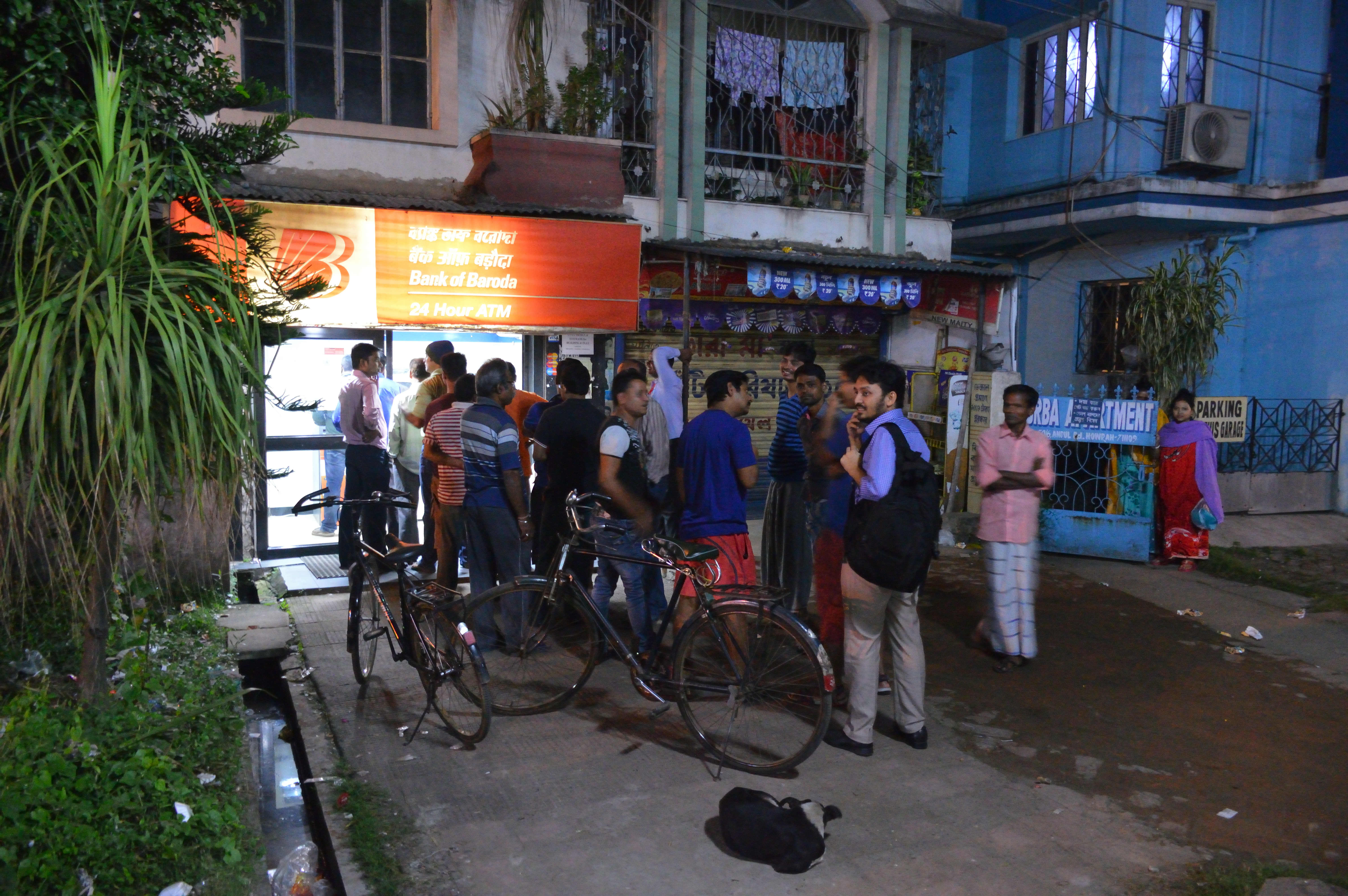
2016年11月8日，印度一家银行的门口，民众排起长队换钱

由于废止纸币稀少导致混乱，大多数持有旧纸币的人无法在印度各地的银行和ATM以外进行兑换，因此从11月9日起，一大批民众前往银行排起长龙等待将被廢除的舊鈔存入银行账户或兑换成新钞。在印度，自动取款机在运作几个小时后，所有现金全部用尽，该国已有一半的自动取款机陷入瘫痪。
为了防止人群发生冲突，银行附近安保也比平常有所加强。然而，在兑换高峰期间，新德里银行附近有零星暴力的发生，但没有任何严重伤害的报告，民众还在银行和自动取款机发生攻击。另外，有民众得知一家位于中央邦的合作社商店店主表示拒绝接受500卢比钞票后，抢劫了店内的所有商品。
据报告称，一些人在排队等候数小时兑换旧钞票期间死亡。也有一些患者因为医院拒绝旧钞而缺乏医疗帮助，以及一位“蓝领”在換到錢后樂極生悲，從銀行二樓墜樓而死亡。据印度《先鋒報》消息，截至11月21日，因受到“廢鈔”事件造成的死亡人数已有70人。由于这一事件，导致民众手上的钱在一夜之间无法使用，购、食、住、行、用都成了问题，给民众的生活带来了极大的不便。

### 经济影响
印度大面额纸币废止宣布后，除了在給民眾生活帶來不便的同時，也對國家經濟產生衝擊，各行業資金短缺，工廠停產，生產和出口銳減，有預測經濟增速將因此大幅下滑。在2016至2017财年的第二季度，印度GDP增速从第一季度的7%降至6.1%，此次GDP增速大幅下滑的重要原因便是废钞令。
2017年7月，印度又推行了商品和服务税改革。在2017至2018财年的第二季度，印度GDP增速仅5.7%，创下近三年来的新低，原因是2017年7月1日印度商品和服务税（GST）制度生效前，印度众多企业故意降低商品产量。2017年8月底印度官方统计局公布的2017年第二季度经济数据报告显示，印度制造业部门增长大幅放缓，从2016年同期增幅10.7%跌至1.2%，导致2017年第二季度GDP同比增长仅5.7%，远低于此前6.5%的预期，创下自2014年第一季度以来的最差表现。2017年9月，印度最大的猎头公司TeamLease Services Ltd.的数据显示，与2016年相比，印度制造业将裁员30%至40%。

#### 股市
受大面额纸币废止和2016年美国总统选举的双重效应，印度股市在宣布废止之后的一周下降至约六个月低点。在宣布废止后的第二天，孟买证券交易所指数下跌了近1,689点，NIFTY 50指数下跌了541点。

#### 交通
由于收费站拒绝接受旧钞票，因此古吉拉特邦和德里-孟买高速公路上的主要高速公路收费站也有排起长队的现象。随后，印度交通部长宣布，暂停在印度所有国家高速公路的收费，直至11月11日午夜，后来延长到11月14日，之后延长11月18日午夜，最后再延长至12月2日结束。

#### 农业
由于印度农业部门的交易在很大程度上依赖于现金，同时受到大面额纸币废止的影响，导致新版纸币发行稀缺，因此许多农民没有足够的现金来购买种子、肥料和农药。而根据印度西孟加拉邦農業部門在一項評估印度“廢鈔令”對雨季水稻影響的報告中估計，由於當地農民缺乏支付勞力報酬的現金，將有35%的水稻因無法及時收割而被浪費。如果水稻在11月底得不到及時收割，大量的稻穀就會在冬季來臨時腐爛在稻田裡，這將造成農作物的巨大損失。

#### 商业
在大面额纸币废止后的第二周，印度的卷烟销量下降了30-40%，而电子商务公司的貨到付款（COD）订单下降了30%。

#### 黄金销售
受事件影响，11月9日，在古吉拉特、德里和其他主要城市的黄金销量出现提高的态势，每10克（0.35盎司）定价也上涨了20％至30％。

#### 铁路
自大面额纸币废止后，印度铁路公司观察到，已有大量的人开始预订火车票，特别是长距离的1A和2A席位的车票。一名铁路高级官员称，在11月13日，印度全国已售出4270万张火车票，其中1,299张为1A席位车票，26,999张为2A席位车票，较11月9日预订的乘客数目大幅减少（11月9日1A席位车票共售出27,237张，2A席位车票共售出69,950张）。

### 非法活动的影响
此次大面额纸币废止计划的初衷是打击偷逃税款、腐败寻租、地下经济。但是2017年9月印度储备银行公布的年度报告显示，全印度银行系统回收的被废纸币（即面额500和1000卢比纸币）共计15.28万亿卢比（约合2390亿美元），占印度储备银行此前估算15.44万亿卢比流通量的99%。也就是说，几乎全部被废纸币都被换成了新纸币。这意味着印度废钞行动从经济和金融治理方面看远未达到莫迪承诺的效果，大部分黑钱在废钞令实行后不但未被遏制，反而通过各种手段流回到银行系统，变成了合法的白钱。另外，有小道消息指出，地下錢莊則以高出市面數倍的兌換率收購外幣，比如100美金可換幾萬盧比的舊鈔（當時1美元可兌換68盧比左右），幾乎匪夷所思，無疑加速洗黑錢的速度。
废钞令推出后，“如何转化黑钱”很快便成为印度Google搜索热门关键词。印度网络上还流行一则《13种黑钱洗白方法谈》的“攻略”。除雇人排队换钞、预支工资、使用错期发票外，该攻略还指出可伪装为农民利用农业优惠换钞（农民农业收益未设25万卢比的换钞上限），利用印度铁路订票系统换钞（印度铁路系统订票仍然收旧钞，但退票后找回的是新钞），利用寺庙捐款换钞（寺庙匿名捐款不受25万卢比的换钞上限影响）等。
大面额纸币废止计划也使共产党游击队（纳萨尔派）通过洗钱融资。

### 政治影响
由于废钞令技术性失败，完全未能实现没收黑钱的初衷，印度财政部部长阿伦·贾伊特利转而表示，没收黑钱本就不是废钞令的主要目的，废钞令的主要目的是将地下经济和灰色经济纳入主流经济。印度总理莫迪在察觉到废钞令可能失败后，很快便不再提“罚没黑钱大家分”的论调，转而将废钞令的宣传重点放在“无现金社会”和“数字印度”上。在2016年推出废钞令后的首次全国讲话中，莫迪表示该政策的目标是“无现金社会”，并且号召全印度人民“少用现金”。印度的信用卡和刷卡机并不普及，所以少用现金就意味着多用电子支付，莫迪甚至直接动员民众学习使用APP。由此，印度最大的移动支付和商务平台Paytm，印度第二大支付平台MobiKwik均获益巨大。
同时，莫迪领导的印度人民党也在推动“数字印度”。例如，近年来印度全国12位数字身份证（Aadhaar号码）注册人数已迅速增长到11.1亿，覆盖约99%的18岁以上印度居民。印度政府还决定将Aadhaar号码与“印度支付界面”（Bharat Interface for Money，简称BHIM）相连，以后12位Aadhaar号码就能作为印度公民的万用账号进行转账交易。另外，莫迪政府旗舰项目的“平民金融计划”（Pradhan Mantri Jan Dhan Yojana，PMJDY）自投入运行至2017年的三年内已有近3亿注册账户，其中农村账户约1.7亿，通过在线支付及电子金融，为印度贫困人口提供信贷、保险及金融服务。印度评论家斯瓦姆·维吉发现一位来自贫困农村的文盲老农也说“废钞令的好处只有在无现金社会才能实现”，这位评论家才知道印度人民党的社会渗透和舆论议程设置能力有多强大。
另外，對執政當局的評論也出現兩極，印度百姓的幸灾乐祸心理，以及对莫迪政府行动力的赞赏，也抵消了废钞令技术性失败造成的负面影响。印度长期存在巨大的社会不公和贫富差距，所以当富人在废钞令中也不得不使用各种手段换钞并抱怨废钞令侵犯财产、银行态度恶劣、政府胡作非为时，许多印度社会底层民众对此幸灾乐祸。而且不少印度贫穷民众还被富人雇佣排队换钞，从而获得了物质收益。另外，印度的民粹政客几乎普遍声称要打击黑钱腐败，但真敢触碰利益集团的很少。莫迪政府的废钞令使富人也要面临换钞之苦，所以尽管废钞令实际上没有触动任何富人的利益，甚至使黑钱洗白而使富人获益，但穷人认为至少莫迪政府有尝试敢行动。当拉胡尔·甘地领导的国大党斥责印度人民党废钞惨败时，不少印度民众的态度是“失败成功其实不太重要，至少人家印度人民党尝试过了，你们国大党除了反对什么都不会。”莫迪政府利用了民众的上述“幸灾乐祸”和“期待改变”心理，将实质上失败的废钞令塑造为彰显改革决心的信号，从而赢得了民众的支持，甚至成了莫迪政府及印度人民党的政治资产。在废钞令实施后的多场大选中，印度人民党接连横扫国大党等对手，获得了大胜。